# 马库斯·默克
马库斯·默克（德語：Markus Merk，1962年3月15日—），已退役的德国足球裁判。他曾经6次获得德国年度最佳裁判奖项，也是德甲执法场数记录的保持者。2005年，默克获得了联邦十字军章以表彰他在足球界的杰出贡献以及他在印度的慈善事业。2008年5月17日，他在执法了07-08赛季德甲拜仁慕尼黑对阵柏林赫塔的比赛后结束了他的裁判生涯。在平时，他的职业是一位牙科医生。
他被认为是当时最好的足球裁判之一，在国际足球历史与数据联合会(IFFHS)的历史最佳裁判评选中，他的得分仅次于意大利裁判科里纳。

## 德甲执法生涯
1988年，年仅25岁的默克在家乡俱乐部凯泽斯劳滕的推荐下成为了德甲最年轻的裁判。4年后，他成为了一名FIFA认可的国际裁判，并在1992年巴塞罗那奥运会上进行执法。在随后的数年，默克以自己的稳定的表现被认可，并6度夺得德国年度最佳裁判奖。

### 2000-2001赛季德甲联赛争议
在2000-2001德国足球甲级联赛的最后一轮，默克执法汉堡对阵拜仁慕尼黑的比赛。当时，拜仁领先第二名沙尔克043分，但沙尔克04占据净胜球优势。在比赛的第93分钟，汉堡还以1比0领先拜仁慕尼黑，而沙尔克04已经5比3战胜了翁特哈兴，这时，因为汉堡的回传球失误，默克给予拜仁慕尼黑一个禁区内间接任意球，并最终由拜仁球员帕特里克·安德森射入。在这次事件后，默克遭到了强烈的非议，此后，也再也没有出现在沙尔克04的主场维尔廷斯球场执法。

## 国际执法生涯
默克在他的国际执法生涯中执法了1992年巴塞罗那奥运会（2场）、2000年欧洲杯（3场）、2002年世界杯（2场）、2004年欧洲杯（3场）以及2006年世界杯（3场），其中，包括了2004年欧洲杯的决赛，他也是在东德裁判鲁迪·格洛克纳（Rudi Glöckner）之后第一个执法过欧洲杯或世界杯决赛的裁判。他的助手是扬-亨德里·赛尔沃（Jan-Hendrik Salver）和克里斯蒂安·斯雷尔（Christian Schräer）。默克执法的其他重大赛事包括1997年欧洲优胜者杯决赛，02-03赛季欧冠决赛，另外，他还执法了2003年联合会杯的半决赛喀麦隆对阵哥伦比亚的比赛，并见证了维维安·福之死。

## 荣誉
- 德国年度最佳裁判：1995年，1996年，2000年，2003年，2004年，2006年
- 联邦十字军章：2005年

## 个人
在童年时，默克因为自己尖锐的嗓音而遭到他人的嘲讽，但经过治疗後，他的嗓音已恢复了正常。。
默克的第一职业是一名牙医，他和他的妻儿生活在凯泽斯劳滕的奥特巴赫，但因不满德国政府对医生的一项新法规，於是在2005年决定退休。而他的体能也非常优秀，在马拉松测试中他最好的成绩是2小时42分，仅比奥运会记录慢了半个小时，而他同時也是铁人三项的能手。